# 선종영가집언해
《선종영가집언해》(禪宗永嘉集諺解)는 조선 세조 10년 (1464) 신미대사, 효령대군등이 엮은 불서 언해서이다. 내용은 중국 당나라의 승려 현각(玄覺: 637~713)이 지은 불교 책 《선종영가집》을 한글로 번역한 것이다.

## 참고 문헌
- 이 문서에는 다음커뮤니케이션(현 카카오)에서 GFDL 또는 CC-SA 라이선스로 배포한 글로벌 세계대백과사전의 내용을 기초로 작성된 글이 포함되어 있습니다.